# Georgia Cyclone
Twisted Cyclone is een Hybride achtbaan in het Amerikaanse attractiepark Six Flags Over Georgia. De baan is een ombouw van Georgia Cyclone. Georgia Cyclone werd geopend in maart 1990 en was gebouwd door Dinn Corporation. De minimale lengte om in de Twisted Cyclone te mogen is 1,22 meter. De achtbaan lag in het themagebied 'British Section'. De oorspronkelijke Georgia Cyclone was een kopie van de Coney Island Cyclone op Coney Island.

## Algemene informatie
De Georgia Cyclone had een baanlengte van 910 meter en een hoogte van 29 meter. De achtbaan haalde een maximale snelheid van 80,5 kilometer per uur en de rit duurde één minuut en 48 seconden. Op de achtbaan reden twee treinen met elk zes karretjes. De capaciteit van de attractie is 24 personen en de capaciteit per uur was 1200 personen.

## Sluiting
In het seizoen van 2017 werden er groene markers op de footers van de baan gezien. Het rumoer ging rond dat de baan zou sluiten om een RMC make-over te krijgen, maar er gingen ook geruchten dat de baan volledig tegen de grond ging. Op 30 juli 2017 werd Georgia Cyclone gesloten. 